# Richard Pelham
Pour les articles homonymes, voir Pelham.
Richard Ward « Dick » Pelham, né Richard Ward Pell le 13 février 1815 à New York et mort en octobre 1876 près de Liverpool, est un artiste blackface américain.

## Carrière
Pelham effectue régulièrement des numéros de blackface au début des années 1840, en solo et en duo ou en trio. Ses premières performances s'inspirent de Thomas D. Rice ; il interprète entre autres des versions chantées et dansées de « Gumbo Chaff (en) » et « Oh Pshaw ! ». Son frère, Gilbert Pelham, fait équipe avec lui pendant une partie de son début de carrière. La chanson « Massa Is a Stingy Man » devient leur marque de fabrique. Pelham est également un danseur renommé. En 1845, il est si populaire que William Henry Lane fait une imitation de lui.
En 1843, Pelham devient l'un des membres fondateurs des Virginia Minstrels, le premier groupe à présenter un minstrel show complet lors d'une représentation au New York Bowery Amphitheatre, le 6 février 1843. Jusqu'en avril 1843, il joue du tambourin pendant que les Virginia Minstrels effectuent leur tournée à New York et à Boston. Le style de Pelham est nouveau pour l'époque ; en plus des techniques traditionnelles, il joue du tambour.  Pelham et Frank Brower, qui jouent également des os, sont les premiers minstrels et influence grandement le genre. Selon Hans Nathan, le comportement scénique de Pelham inclut « des regards et des mouvements comiques au-delà de toute conception ». Il ajoute qu'« il semblait animé d'une énergie sauvage et [le maniement de son instrument] [...] l'a presque arraché de son siège. Ses yeux blancs roulèrent avec une curieuse frénésie [...] et ses rires hoquetés étaient insurpassables. ». La signature non musicale de Pelham est son « A Brief Battering at the Blues », un monologue comique et un stump speech (en) prototypique.
Le 21 avril 1843, date à laquelle le groupe se sépare, Pelham décide de s'installer en Angleterre. Il contribue brièvement à la reformation des Virginia Minstrels au printemps 1844 lorsqu'il rencontre Brower et Joel Sweeney (en) à Liverpool. Le trio convainc Dan Emmett de revenir et le nouvel ensemble joue au Théâtre Royal de Dublin du 24 avril au 7 mai. Ils montent sur scène jusqu'en juin, puis se séparent à nouveau.
Au cours des décennies suivantes, Pelham continue à se produire, mais désormais uniquement avec des troupes de minstrel britanniques. Pablo Fanque (en), l'un des propriétaires de cirque les plus célèbres de l'Angleterre victorienne (plus tard immortalisé dans la chanson des Beatles « Being for the Benefit of Mr. Kite ! »), contribue à populariser un sketch de Pelham en Angleterre grâce à des représentations dans son cirque dans les années 1860. En 1868, l'un des spectacles les plus populaires du cirque de Fanque à Bolton est « Wha's Your Ticket ? » de Pelham, dans lequel le comédien incarne « le personnage d'un nègre engagé pour collecter des billets pour un bal masqué avec des instructions expresses de ne permettre à personne de passer dehors, mais qui, par sa maladresse, permet à tous d'entrer sans cette condition ». Le spectacle est décrit en 1859 comme « une nouvelle pièce secondaire expressément importée de La Nouvelle-Orléans avec la permission de RW Pelham Esq. ». Le sketch est encore joué en Angleterre et présenté comme un « sketch américain ridicule » jusqu'en 1888. 
Le succès d'une tournée britannique du danseur William Henry Lane, connu sous le nom de Master Juba, a peut-être eu un impact négatif sur la carrière de Pelham en Angleterre, car sa performance aurait pu en souffrir en comparaison. Sa dernière représentation a lieu le 19 août 1856. Richard Pelham épouse finalement une actrice anglaise. Il meurt à Liverpool ou dans sa région en octobre 1876.